# Teresa Ochoa Mejía
María Teresa Rosaura Ochoa Mejía (14 de octubre de 1954) es una política mexicana, miembro del partido Movimiento Ciudadano. Ha sido en dos ocasiones diputada federal.

## Biografía
Es licenciada en Derecho por la Universidad del Valle de México y tiene una especialidad en Buen Gobierno y Desarrollo Local por la Unión Iberoamericana Municipalista en Granada, España, y un diplomado en Medios Alternos para la Solución de Controversias por el Instituto de Mediación y conciliación del estado de México y el Instituto Tecnológico y de Estudios Superiores de Monterrey.
Inicialmente fue miembro del Partido Revolucionario Institucional (PRI) y como tal en 1992 fue secretaria general del Círculo de Estudios Políticos de Tlalnepantla de Baz y de 1994 a 1995 fue asesora de Regidor en el municipio de Naucalpan de Juárez e integrante del Consejo para la Integración de la Mujer del PRI en el estado de México.. A partir de 1999 se integró en el partido Convergencia por la Democracia —y en sus sucesores: Convergencia y Movimiento Ciudadano— en donde ocupó los cargos de secretaria técnica del Consejo Nacional, integrante de la Comisión Operativa Nacional y del Estado de México, secretaria general del comité municipal en Tlalnepantla, consejera numeraria en el Consejo Nacional y coordinadora de logística en la Coordinación Nacional de Mujeres del comité nacional del partido.
En 2005 fue delegada del partido en el estado de Hidalgo y en 2006 fue elegida diputada federal suplente, sin llegar a ocupar nunca el cargo. En 2009 fue elegida diputada federal en propiedad, por la vía de la representación proporcional a la LXI Legislatura y que concluyó en 2012. En esta legislatura fue secretaria de las comisiones de Participación Ciudadana; y, de Seguridad Pública; así mismo fue integrante de las comisiones del Centro de Estudios de Derecho e Investigaciones Parlamentarias; Especial de Apoyo a los Festejos del Bicentenario de la Independencia y el Centenario de la Revolución; Especial de la Industria Automotriz; Especial para Conocer y dar Seguimiento Puntual y Exhaustivo a las Acciones que han Emprendido las Autoridades Competentes en Relación a los Feminicidios Registrados en México; Especial para la Competitividad; y, Especial sobre la No Discriminación. Se separó del cargo mediante licencia entre el 1 y el 12 de abril de 2011.
En 2021 fue elegida por segunda ocasión diputada federal por representación proporcional a la LXV Legislatura que concluiría en 2024. En la Cámara de Diputados fue secretaria de las comisiones de Desarrollo Urbano y Ordenamiento Territorial; y, de Gobernación y Población; así como integrante de las comisiones Bicamaral del Sistema de Bibliotecas; y, de Pueblos Indígenas y Afromexicanos.